# 로돌포 치킬리쿠아트레
로돌포 치킬리쿠아트레(Rodolfo Chikilicuatre, 본명: 다비드 페르난데스 오르티스(David Fernández Ortiz), 1970년 6월 24일 ~ )는 스페인의 가수이다. 유로비전 송 콘테스트 2008에서 스페인 대표로 참가했다.